# Richard Ap Meryk
Richard Ap Meryk — también escrito ap Meryke, a Merik, Meurik, Ameryke... — (c. 1445 - 1503) fue un comerciante, real funcionario de aduanas y comisario inglés de ascendencia galesa afincado en Bristol. A finales del siglo XIX, un anticuario halló un documento que mencionaba un pago de a Ap Meryk a Juan Caboto, el explorador que descubrió Terranova en 1497. Este dato le llevó a proponer que la palabra "América" derivaría del nombre de este funcionario, y no del de Américo Vespucio, como normalmente se cree. Esta teoría ha sido ampliamente refutada, ya que se ha comprobado que el pago de Ap Meryk no fue más que la entrega rutinaria a Caboto de la pensión que le había asignado el rey de Inglaterra, y no es tomada en serio por los historiadores actuales.